# Day of Reckoning
Day of Reckoning és una novel·la de John Katzenbach que va ser publicada el març de 1989. Encara no està traduïda al català.
Aquest autor destaca per la seva especialitat en endinsar-se a la ment dels criminals, descrivint-los amb molt detall. A Day of Reckoning , la principal descripció psicològica és la de Tania, que ha planejat una venjança durant 18 anys.
El 1968, un grup de joves revolucionaris, liderats per Tania i que es fan anomenar la "Brigada Fènix", planegen un robatori a un banc californià. Tot surt malament i cinc persones moren. Duncan i Megan, en veure el fracàs, fugen, i Tania és detinguda i empresonada durant divuit anys. Entretant, Duncan i Megan han esdevingut una família petita i burgesa: ell és banquer i ella agent immobiliària. Tenen tres fills i una bonica casa; una vida perfecta que es desmuntarà quan Tania surt de la presó i segresta el fill petit.
Katzenbach ha firmat un acord de portar la novel·la al cinema, com ja va fer amb Just Cause.